# Hiroshiinoueana
Hiroshiinoueana is een geslacht van vlinders van de familie bladrollers (Tortricidae), uit de onderfamilie Olethreutinae.

## Soorten
- H. gangweonensis Cho & Byun, 1993
- H. stellifera Kawabe, 1978